# Valls de l'Anoia
Valls de l'Anoia és una regió situada al sud-est de la comarca de l'Anoia, declarat Espai Natural Protegit (ENP), ZEPA (Codi ES5110018), LIC (Codi ES5110018), i considerada com un dels 135 paisatges que conformen Catalunya. Pertany a la regió natural del Sistema Mediterrani Central Prelitoral, en la tipologia d'Espai de Muntanya Interior. La superfície total és de 4.101,04 ha.
Els municipis els quals formen part d'aquesta regió natural són Cabrera d'Anoia, Capellades, La Pobla de Claramunt, La Torre de Claramunt, Piera i Vallbona d'Anoia, amb una superfície de més de 4.000 hectàrees.

## Superfície administrativa
|                       | Superfície (ha) | %      | % respecte al municipi |
| Cabrera d'Anoia       | 1301.17         | 31.73  | 76.48                  |
| Capellades            | 93.97           | 2.29   | 31.53                  |
| La Pobla de Claramunt | 31.42           | 0.77   | 1.67                   |
| La Torre de Claramunt | 24.52           | 0.60   | 1.60                   |
| Piera                 | 2226.41         | 54.29  | 38.99                  |
| Vallbona d'Anoia      | 423.56          | 10.33  | 65.58                  |
| Total                 | 4101.04         | 100.00 | 35.03                  |
| --------------------- | --------------- | ------ | ---------------------- |

## Descripció
Petit espai situat a la comarca de l'Anoia que ha estat proposat, de forma prioritària, per ser una important zona de nidificació i cacera de l'àguila cuabarrada (Hieraaetus fasciatus). A més, constitueix una bona mostra de l'ambient mediterrani propi d'aquesta àrea de la Catalunya central. La declaració d'aquest Espai té com a principal objectiu la conservació de l'àguila cuabarrada.
Aquest Espai està format per tot un seguit de petites valls, encaixades per turons i altres elevacions orogràfiques, formades tant per elements calcaris com silícics. El riu Anoia estructura l'Espai deixant turons amb cims plans on es desenvolupa bona part de l'agricultura.
Entre els impactes que es produeixen en aquest Espai hi figuren les activitats extractives i la pressió urbanística. L'àguila cuabarrada (Hieraaetus fasciatus) es mostra vulnerable a les modificacions de l'hàbitat i la freqüentació humana.

## Biodiversitat

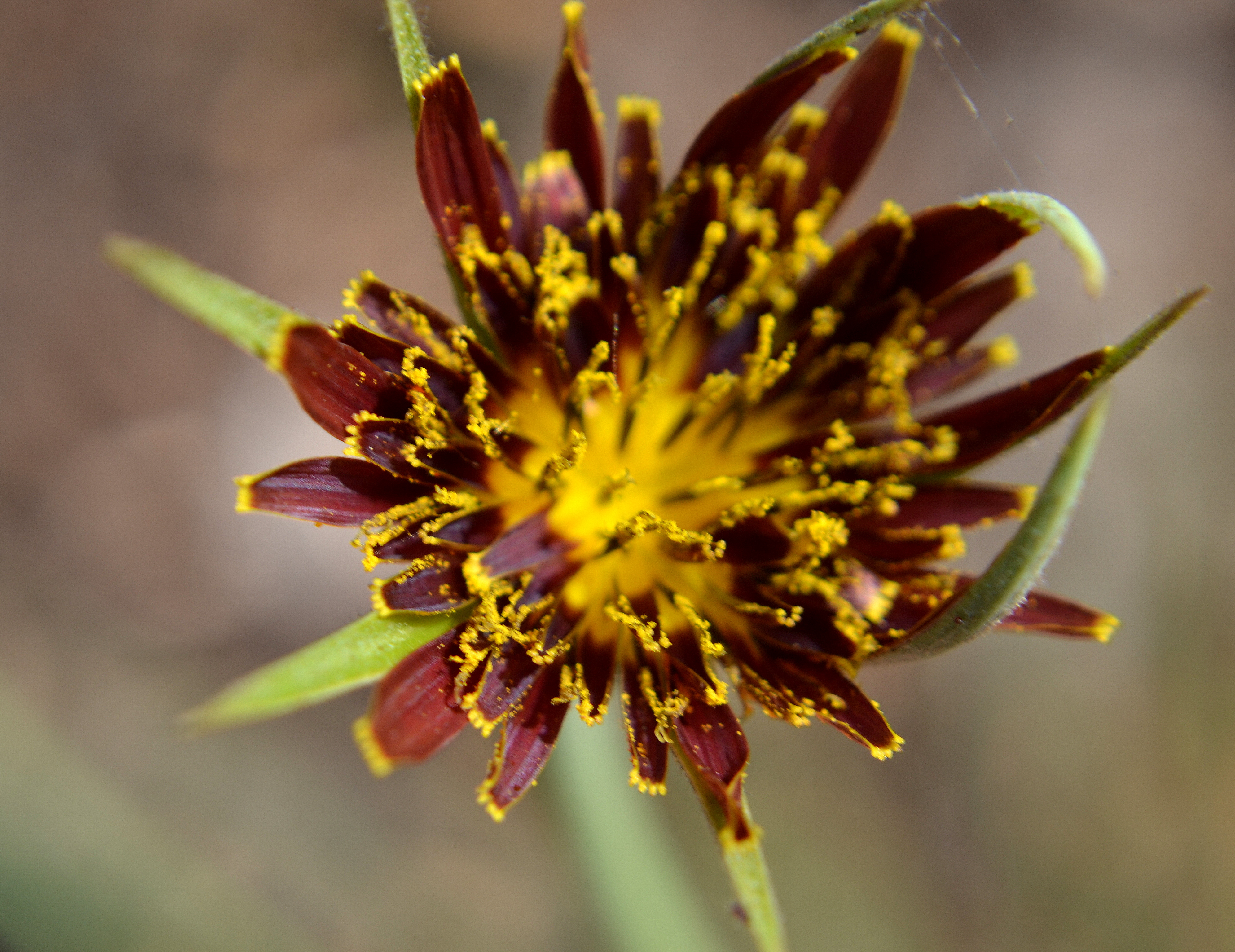
Tragopogon és una flor silvestre present a les Valls de l'Anoia.

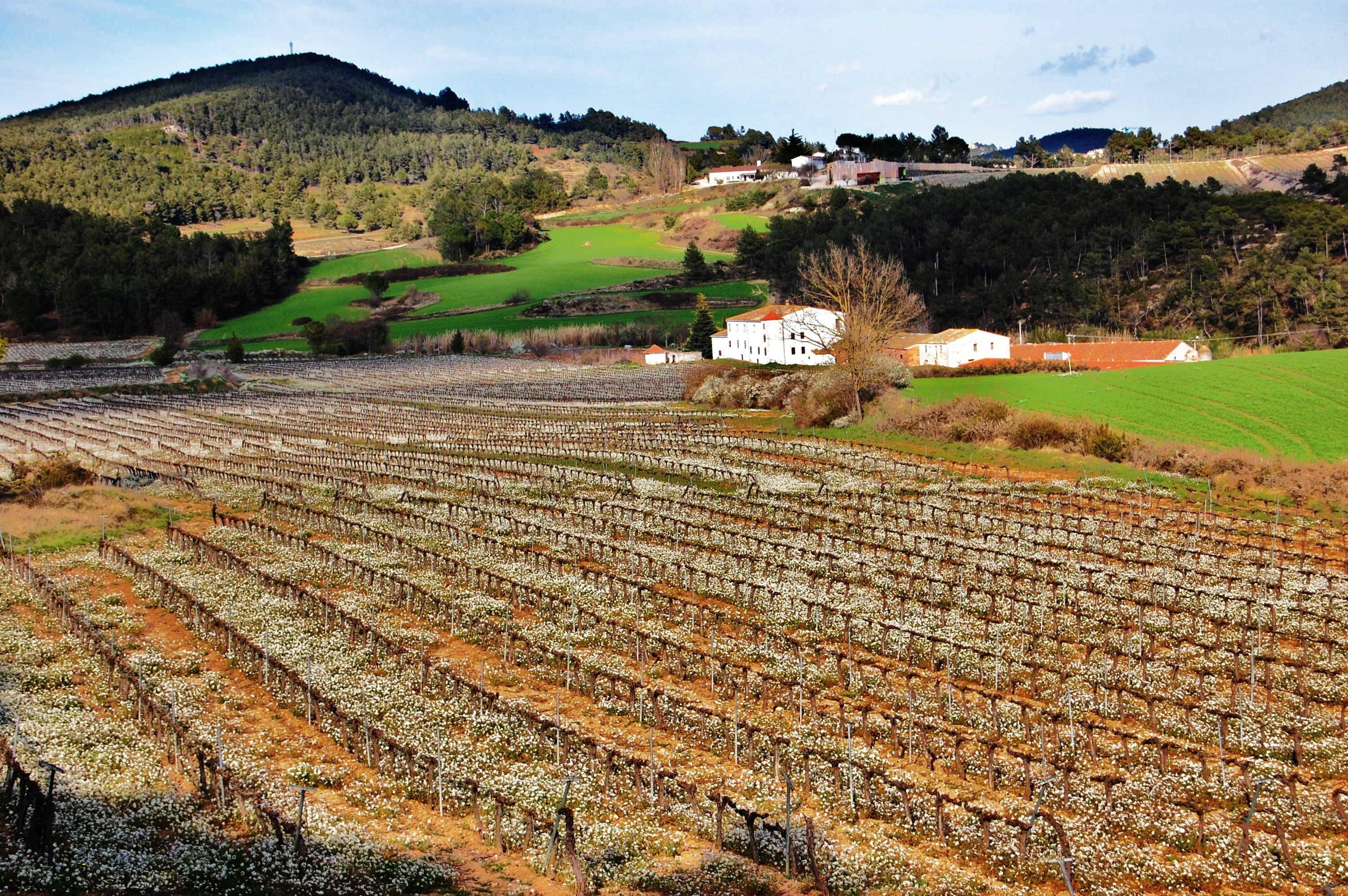
Vista d'una vinya a les Valls de l'Anoia.

La funció principal dels espais naturals protegits de Catalunya és conservar mostres representatives de la fauna, la flora i els hàbitats propis del territori, de manera que es puguin desenvolupar els processos ecològics que donen lloc a la biodiversitat (l'àmplia varietat d'ecosistemes i éssers vius: animals, plantes, els seus hàbitats i els seus gens). 
L'Espai Natural Valls de l'Anoia constitueix una bona mostra de l'ambient mediterrani propi, presenta una barreja d'àrees boscoses, dominades pel pi blanc (Pinus halepensis) a les solanes i amb la presència d'alzina (Quercus ilex) i roure martinenc (Quercus humilis) als vessants obacs. Representa també una zona important de nidificació i caça de l'àguila cuabarrada (Hieraaetus fasciatus).

### Vegetació i flora
La Vall de l'Anoia conté una barreja d'àrees boscoses, dominades pel pi blanc (Pinus halepensis) a les solanes i amb la presència d'alzina (Quercus ilex) i roure martinenc (Quercus humilis) als vessants obacs. 
També s'hi troben matollars i zones de cultiu de cereal, que s'intercalen en mosaic amb les àrees arbrades.
Les brolles dominen la vegetació a les zones de solana.

### Fauna
A la Vall de l'Anoia hi cria i caça l'àguila cuabarrada (Hieraaetus fasciatus).
Les espècies presents de fauna de són:
- Mauremys leprosa
- Miniopterus schreibersii
- Myotis myotis
- Rhinolophus euryale
- Rhinolophus ferrumequinum

Les espècies presents d'ocells són:
- Circaetus gallicus
- Hieraaetus fasciatus
- Falco peregrinus
- Bubo bubo
- Caprimulgus europaeus
- Lullula arborea
- Anthus campestris
- Sylvia undata

## Aspectes socioeconòmics d'interès
En aquesta àrea hi domina l'agricultura de secà, caracteritzada pel cultiu d'ordi. També complementàriament s'hi practica la caça esportiva.
El 0,97% de la superfície figura en el Catàleg de forests d'utilitat pública (CUP) o té algun tipus de conveni amb ajuntaments o particulars. 
Usos del sòl:
- Boscos - 42,45%
- Terres agrícoles i àrees antròpiques - 39,17%
- Vegetació arbustiva i herbàcia - 15,22%
- Aigües continentals - 2,41%
- Molleres i aiguamolls - 0,75%

## Arbres declarats monuments
| ID        | Nom                        | Nom científic               | Municipi        |
| --------- | -------------------------- | --------------------------- | --------------- |
| 06.028.01 | Pinus pinea                | Pi de Can Gallego           | Cabrera d'Anoia |
| 06.161.01 | Pinus halepensis, P. pinea | Pins de Can Ferrer del Coll | Piera           |